# Шарбонно, Жан-Батист
Жан-Батист Шарбонно (фр. Jean-Baptiste Charbonneau; 11 февраля 1805 — 16 мая 1866) — американец франко-индейского происхождения, исследователь, маунтинмен, разведчик во время Американо-мексиканской войны, алькальд миссии Сан-Луис-Рей-де-Франсиа и золотоискатель.  Говорил по-французски и по-английски, мог свободно изъясняться на шошонском, выучил немецкий и испанский языки за шесть лет проведённых в Европе.

## Биография

### Детство
Жан-Батист родился 11 февраля 1805 года в форте Мандан вблизи современного города Уошберн. Его отцом был франкоканадский первопроходец Туссен Шарбонно, матерью — индианка из племени агайдека Сакагавея. В это время экспедиция Льюиса и Кларка зимовала в форте Мандан. Туссен Шарбонно был нанят экспедицией в качестве переводчика и узнав, что его беременная жена принадлежит к шошонам, Льюис и Кларк решили взять её с собой. Они предполагали, что им по пути придётся встретиться с шошонами в районе Скалистых гор и вести с ними переговоры и Сакагавея могла им в этом помочь. Младенец проделал путь из Северной Дакоты к Тихому океану и обратно, перевозимый в лодках экспедиции или на спине своей матери. Жан-Батист был самым маленьким участником знаменитой экспедиции. Малыш стал всеобщим любимцем и получил прозвище «Помп», на шошонском языке «лидер», или, уменьшительное, Помпи. За время экспедиции он дважды едва не упал в реку Миссури, а весной 1806 года серьёзно болел.
В апреле 1807 года, примерно через год после окончания экспедиции, семья Шарбонно переехала в Сент-Луис по приглашению Уильяма Кларка. В апреле 1809 года Туссен Шарбонно и Сакагавея уехали в поселение манданов на Миссури и оставили мальчика жить с Кларком. В ноябре 1809 года его родители вернулись в Сент-Луис, чтобы попробовать себя в сельском хозяйстве, но снова уехали в апреле 1811 года, а Жан-Батист продолжал жить с Кларком. Двухэтажный дом Кларка, построенный в 1818 году, включал музей длиной 30 метров и шириной более 9 метров. Его стены были украшены национальными флагами и портретами Джорджа Вашингтона в натуральную величину и маркиза де Ла Файетта, в нём также были размещены различные индейские артефакты и чучела животных Северной Америки.
Несмотря на значительные затраты, Кларк оплатил обучение Жан-Батиста в Академии Сент-Луиса, иезуитской католической школе. Единственный школьный класс располагался тогда на складе друга Кларка, торговца Жозефа Робиду. С июня по сентябрь 1820 года и в 1822 году Жан-Батист жил вместе с Луи Тессоном Оноре, другом семьи Кларк и членом Епископальной Церкви Христа:67, которую бригадный генерал помог организовать в 1819 году.

### Жизнь в Европе
Жан-Батист отучился некоторое время в школе в Сент-Луисе, но в 1821 году вернулся на Дикий Запад, где спустя 2 года познакомился с германским герцогом Паулем Вильгельмом Вюртембергским, племянником короля Фридриха. Герцог путешествовал по Северной Америке и вёл дневник, в котором подробно описывал посещаемую территорию с естественнонаучной и этнологической точки зрения. 9 октября 1823 года он пригласил Жан-Батиста вернуться с ним в Европу и погостить в Германии. Они отплыли из Сент-Луиса в декабре 1823 года. Жан-Батист прожил в герцогском дворце в Вюртемберге почти 6 лет, где выучил немецкий и испанский, а также улучшил свой английский и французский. Последний всё ещё был доминирующим языком в Сент-Луисе, на котором  Жан-Батист впервые разговаривал с Паулем Вильгельмом:71. Герцог ввёл его в высшие круги местного общества, после чего Жан-Батист вернулся в США человеком утончённых манер, говорящим на 4 языках.
Приходские записи в Вюртемберге показывают, что находясь там, Шарбонно стал отцом ребёнка от Анастасии Катарины Фриз, дочери солдата. Ребёнок, Антон Фриз, умер примерно через три месяца после рождения.

### Маунтинмен и проводник
В ноябре 1829 года Жан-Батист вернулся в Сент-Луис, где он был нанят Джозефом Робиду в качестве охотника и траппера для Американской меховой компании, чтобы работать на территории Айдахо и Юты. Будучи маунтинменом, он провёл в Скалистых горах следующие 15 лет. Среди его друзей были Джим Бриджер, Джозеф Мик, Джеймс Бекуорт, Кит Карсон, Джон Фримонт и Джордж Рукстон. Шарбонно посетил рандеву у Пьерс-Хоул в 1832 году, работая в Меховой компании Скалистых гор. Там он участвовал в бое с гровантрами, самом кровопролитном конфликте с индейцами, который предшествовал войнам на равнинах, начавшимся в 1854 году:88.
В начале 1840-х годов Жан-Батист стал работать проводником для путешественников и армии. В 1843 году он сопровождал сэра Уильяма Драммонда Стюарта, шотландского баронета, в его втором длительном путешествии на Дикий Запад. На следующий год Шарбонно отправился в верховья Арканзаса в форт Бент, де он был главным охотником, а также работал торговцем с индейскими племенами юга Великих равнин. 

### Американо-мексиканская война
В октябре 1846 года Шарбонно, Антуан Леру и Пауэлл Уивер были наняты в качестве скаутов генералом Стивеном Карни. К тому времени Жан-Батист уже имел опыт военных походов — в августе 1845 года он вместе с майором Джеймсом Абертом был в экспедиции вдоль Канейдиан-Ривер:128. Карни приказал ему присоединиться к полковнику Филипу Сент-Джорджу Куку в походе из Санта-Фе в Сан-Диего. Их миссия состояла в том, чтобы преодолеть 1800 км и проложить первую фургонную дорогу в Южную Калифорнию, а затем направить около 20 больших фургонов на западное побережье для военных во время Американо–мексиканской войны:136.
Отряд солдат, состоявший примерно из 339 мужчин и 6 женщин , известный как мормонский батальон, был строителями этой новой дороги на неисследованном юго-западе от Санта-Фе до побережья Калифорнии. Восемь из двадцати фургонов достигли миссии Сан-Луис-Рей-де-Франсиа, в 6 км от современного города Ошенсайд, и экспедиция была признана успешной.
Памятник историческому походу мормонского батальона и его проводника Шарбонно был установлен на реке Сан–Педро, в полутора километрах к северу от американо-мексиканской границы, недалеко от современной статистически обособленной местности Паломинас, штат Аризона. 

### Алькальд
В ноябре 1847 года полковник  Джон Дрейк Стивенсон назначил Шарбонно алькальдом миссии Сан-Луис-Рей-де-Франсиа. Эта должность совмещала обязанности шерифа, адвоката и магистрата в послевоенном регионе, охватывающем около 580 км2. Полковник Ричард Барнс Мейсон, губернатор территории, приказал Шарбонно принудительно продать большое ранчо, принадлежащее влиятельному Хосе Антонио Пико. Его брат Пио Пико был последним губернатором Калифорнии до Американо-мексиканской войны. Шарбонно предвидел, что местное население будет сопротивляться выполнению приказов Мейсона и подал в отставку в августе 1848 года.
Находясь в Калифорнии Шарбонно был записан как отец ещё одного ребёнка. 4 мая 1848 года у индианки Маргариты Собин, из племени луисеньо, и Шарбонно, родилась девочка Мария Катарина. Маргарита Собин, которой в то время было 23 года, отправилась в миссию Сан-Фернандо-Рей-де-Эспанья близ Лос-Анджелеса на крещение девочки, совершённое 28 мая 1848 года и записанное отцом Бласом Ордасом под номером 1884. Маргарита Собин позже вышла замуж за Грегори Трухильо, и некоторые из их потомков могут быть членами группы индейцев миссии Ла-Хойя.

### Старатель
В сентябре 1848 года Шарбонно прибыл в округ Плэсер, на Американ-Ривер, близ современного города Оберн. Прибыв в самом начале Калифорнийской золотой лихорадки он присоединился к небольшой группе старателей. Проработав в Калифорнии почти 16 лет, Шарбонно прослыл преуспевающим золотодобытчиком. Мерилом его успеха было то, что он мог позволить себе комфортную жизнь в дорогостоящем горнодобывающем регионе. В то время, когда хорошая зарплата на Западе США составляла 30 долларов в месяц, жить в Оберне стоило от 8 до 16 долларов в день:176.
К 1858 году многие шахтёры покинули калифорнийские месторождения ради других золотых приисков. В 1860 году он работал управляющим отелем «Орлеан» в Оберне. В апреле 1866 года в возрасте 61 года Шарбонно направился в Монтану на поиски золота, хотя месторождения в Айдахо были гораздо ближе:190.

### Смерть

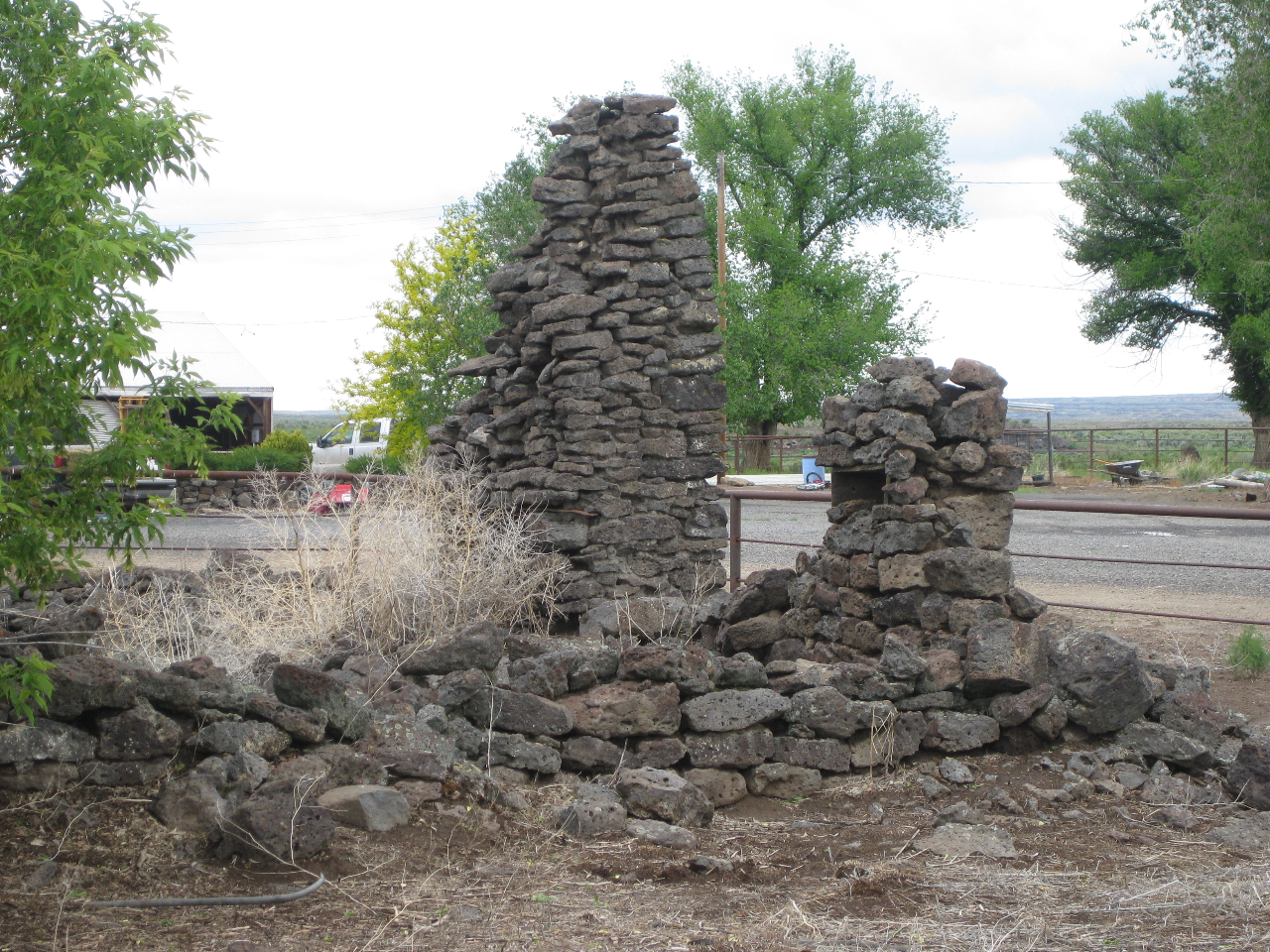
Руины Инскипа

Спад местной экономики вынудил Шарбонно покинуть Оберн и узнав о богатых месторождениях на западе Монтаны, он решил туда отправиться. На дилижансе он пересёк перевал Доннера и направился на восток к Кэмп-Макдермитт, военному лагерю находящемуся около границы Невады и Орегона:197. Дилижанс, на котором Шарбонно отправился из Кэмп-Макдермитта, затонул при переправе через реку Овайхи:198, он смог спастись, но заболел из-за холодной воды в реке. Больной Шарбонно был доставлен на станцию Инскип в Даннере, построенную в 1865 году, примерно 53 км от реки. По другой версии, он заболел из-за некачественной питьевой воды:200.
Вскоре Шарбонно скончался в возрасте 61 года. После его смерти тело было отвезено на полкилометра к северу и похоронено, примерно в 160 км к юго-западу от города Онтарио, Орегон. Сообщение о смерти было отправлено неизвестным писателем, вероятно, одним из двух попутчиков по путешествию на восток, в газету Owyhee Avalanche, и в нем говорилось, что он умер от пневмонии.

## Память
- Изображение Жан-Батиста Шарбонно есть вместе с изображением его матери на долларе Сакагавеи. Он был вторым младенцем, изображённым на американской валюте, после Вирджинии Дэйр на полудолларе Роанока 1937 года[10]. Дизайн портрета необычен, поскольку авторские права были переданы монетному двору Соединённых Штатов и принадлежат только ему. Поэтому портрет не является общественным достоянием, как это происходит с большинством американских монет[11].
- В честь него Уильям Кларк назвал скалу на южном берегу Йеллоустона — Помпи-Тауэр (Башня Помпи). Сегодня она называется Помпейс-Пиллар[12].
- Плановая община Шарбонно в штате Орегон названа в его честь[12].